# Troublemaker (canción de Taio Cruz)
«Troublemaker» —en español: «Alborotador»— es una canción electropop Inglés por el cantautor Taio Cruz, lanzado como el segundo de su tercer álbum de estudio, TY.O. Fue lanzado en Alemania el 9 de diciembre de 2011, antes de ser lanzado en el Reino Unido como primer sencillo del álbum el 1 de enero de 2012. Fue escrita y producida por Cruz, Steve Angello, Rami Yacoub y Falk Carl. Cruz realizó "Troublemaker" en The Voice of Germany el 27 de enero de 2012.

## Lista de canciones
- CD sencillo  (Alemania, Austria & Suiza)[4]

1. "Troublemaker" - 3:40
2. "Troublemaker" (DJ Wonder Remix) - 4:27

- Descarga digital[5]

1. "Troublemaker" - 3:40
2. "Troublemaker" (DJ Wonder Remix) - 4:27
3. "Troublemaker" (Vato Gonzalez Remix) - 5:04
4. "Troublemaker" (JWLS Remix) - 5:51

## Posicionamiento en listas
| Listas (2011-2012)                          | Mejor posición |
| ------------------------------------------- | -------------- |
| Alemania (Offizielle Deutsche Charts)       | 6              |
| Australia (ARIA)                            | 10             |
| Austria (Ö3 Austria Top 40)                 | 12             |
| Bélgica (Flandes) (Ultratip Bubbling Under) | 14             |
| Bélgica (Valonia) (Ultratip Bubbling Under) | 7              |
| Escocia (Scottish Singles Sales Chart)      | 2              |
| Estados Unidos (Hot Dance Club Songs)       | 31             |
| Francia (SNEP)                              | 90             |
| Hungría (Rádiós Top 40)                     | 27             |
| Irlanda (IRMA)                              | 18             |
| Países Bajos (Dutch Top 40)                 | 22             |
| Reino Unido (UK R&B Chart)                  | 2              |
| Reino Unido (UK Singles Chart)              | 3              |
| Suiza (Schweizer Hitparade)                 | 7              |